# .py
.py este un domeniu de internet de nivel superior, pentru Paraguay (ccTLD).